# 克雷斯沃耶
克雷斯沃耶（法語：Cresseveuille，法語發音：[kʁɛsvœj] ⓘ）是法国卡尔瓦多斯省的一个市镇，属于利雪区。该市镇总面积5.48平方公里，2009年时的人口为262人。

## 人口
克雷斯沃耶人口变化图示
| 数据来源：INSEE |